# Unterseeboot UB-22
Pour les autres navires du même nom, voir Unterseeboot 22.
L'Unterseeboot UB-22 est un sous-marin (U-Boot) allemand de type UB II utilisé par la Kaiserliche Marine pendant la Première Guerre mondiale. Le sous-marin a été commandé le 30 avril 1915 et lancé le 9 octobre 1915. Il a été mis en service dans la marine impériale allemande le 2 mars 1915. Le sous-marin a coulé 27 navires en 18 patrouilles pour un total de 16 645 tonneaux de jauge brute (TJB). L'UB-22 a été coulé par une mine dans un champ de mines britannique le 19 janvier 1918 en mer du Nord à la position 54° 40′ N, 6° 32′ E. Le torpilleur allemand SMS S16 a été coulé dans le même incident.

## Conception
Sous-marin de type UB II, l'UB-22 avait un déplacement de 263 tonnes en surface et de 292 tonnes en immersion. Il avait une longueur hors tout de 36,13 m, une largeur de 4,54 m et un tirant d'eau de 3,70 m. Le sous-marin était propulsé par deux moteurs Diesel Körting à six cylindres à quatre temps produisant chacun 280 chevaux (210 kW), un moteur électrique Siemens-Schuckert produisant 276 chevaux (206 kW) et un arbre d'hélice. Il était capable d’opérer à une profondeur allant jusqu’à 50 mètres.
La vitesse maximale du sous-marin était de 5,81 nœuds en immersion et de 9,15 nœuds (16,95 km/h) en surface. Lorsqu’il était immergé, il pouvait opérer sur 45 milles marins (83 km) à 5 nœuds (9,3 km/h). En surface, il pouvait parcourir 6650 milles marins (12322 km) à 5 nœuds (9,3 km/h). L'UB-22 était armé de deux tubes lance-torpilles de 500 mm à l’avant, de quatre torpilles et d’un canon de pont de 50 mm L/40. Il avait un effectif de vingt-et-un membres d’équipage et deux officiers, et un temps de plongée de 45 secondes.

## Affectations
- Flottille I : du 14 avril 1916 au 1er février 1917
- IIe flottille : du 1er février au 22 septembre 1917
- Flottille V : du 22 septembre 1917 au 19 janvier 1918

## Commandants
- Oblt.z.S. Bernhard Putzier[4]: du 2 mars 1916 au 16 avril 1917
- Oblt.z.S. Karl Wacker[5]: du 17 avril 1917 au 19 janvier 1918

## Navires coulés
| Date             | Nom            | Nationalité    | Tonnage | Destin |
| ---------------- | -------------- | -------------- | ------- | ------ |
| 20 octobre 1916  | Drafn          | Norvège        | 774     | Coulé  |
| 21 octobre 1916  | Antoinette     | Suède          | 912     | Coulé  |
| 21 octobre 1916  | Theodor        | Norvège        | 234     | Coulé  |
| 22 octobre 1916  | Caerloch       | Norvège        | 659     | Coulé  |
| 22 octobre 1916  | Gunn           | Norvège        | 483     | Coulé  |
| 27 octobre 1916  | Sif            | Danemark       | 377     | Coulé  |
| 29 octobre 1916  | Falkefjell     | Norvège        | 1131    | Coulé  |
| 5 février 1917   | Resolute       | United Kingdom | 125     | Coulé  |
| 6 février 1917   | Adelaide       | United Kingdom | 133     | Coulé  |
| 6 février 1917   | Romeo          | United Kingdom | 114     | Coulé  |
| 6 février 1917   | Rupert         | United Kingdom | 114     | Coulé  |
| 7 février 1917   | Boyne Castle   | United Kingdom | 245     | Coulé  |
| 7 février 1917   | Shakespeare    | United Kingdom | 210     | Coulé  |
| 9 février 1917   | Benbow         | United Kingdom | 172     | Coulé  |
| 9 février 1917   | Duke of York   | United Kingdom | 150     | Coulé  |
| 10 février 1917  | Athenian       | United Kingdom | 171     | Coulé  |
| 10 février 1917  | Bellax         | Norvège        | 1107    | Coulé  |
| 10 février 1917  | Ireland        | United Kingdom | 152     | Coulé  |
| 28 mars 1917     | Oakwell        | United Kingdom | 248     | Coulé  |
| 29 avril 1917    | Dilston Castle | United Kingdom | 129     | Coulé  |
| 30 avril 1917    | Argo           | United Kingdom | 131     | Coulé  |
| 16 juin 1917     | Inge           | Danemark       | 336     | Coulé  |
| 4 août 1917      | Azira          | United Kingdom | 1144    | Coulé  |
| 6 août 1917      | Jenny          | Danemark       | 293     | Coulé  |
| 6 août 1917      | Narcissus      | United Kingdom | 58      | Coulé  |
| 7 novembre 1917  | Suntrap        | United Kingdom | 1353    | Coulé  |
| 13 décembre 1917 | Garthwaite     | United Kingdom | 5690    | Coulé  |